# 21939 Касміт
21939 Касміт (21939 Kasmith) — астероїд головного поясу, відкритий 4 листопада 1999 року.
Тіссеранів параметр щодо Юпітера — 3,280.